# 핵폭발의 효과
핵폭발의 효과(Effects of nuclear explosions)는 일반적으로 재래식 폭발물보다 훨씬 더 파괴적이고 다면적이다. 대부분의 경우, 대기권 하층에서 폭발한 핵무기에서 방출되는 에너지는 대략 네 가지 기본 범주로 나눌 수 있다.
- 폭발 및 충격파: 총 에너지의 50%
- 열 복사: 총 에너지의 35%
- 전리 복사: 총 에너지의 5%(중성자 폭탄의 경우 더 높음)
- 잔류 복사: 폭발 질량을 포함한 총 에너지의 5~10%

## 핵겨울
핵폭발의 즉각적인 영향 외에도, 특히 도시를 겨냥한 공격으로 인한 화염 폭풍은 성층권에 그을음을 유입시킬 수 있다. 이 그을음은 직사광선이 지표면에 도달하는 것을 차단할 수 있다. 대규모 핵 공격의 경우, 이는 지구 기후에 영향을 미칠 수 있지만, 그 영향의 강도와 지속 시간, 그리고 농업에 미치는 영향은 핵 공격의 규모, 생성되는 그을음의 양, 상승 고도, 그리고 상층 대기에 머무르는 시간에 따라 달라진다. 이러한 요인들과 환경 및 인구에 미치는 영향은 아직 완전히 규명되지 않았다.
1955년 7월, 영국의 철학자 버트런드 러셀과 미국의 물리학자 알베르트 아인슈타인이 중심이 되어 러셀-아인슈타인 선언을 하였다. "미래의 세계 전쟁에는 아마도 핵무기가 사용될 것이다. 그런 무기가 인류의 존속을 위협하고 있다는 사실을 감안해 자국의 목적을 실현하는 수단으로 세계 전쟁을 일으켜서는 안 된다는 점을 자각하고 공개적으로 인정할 것을 권고한다."
1983년 12월 23일, 세계적 학술지 사이언스에는 당대 최고의 물리학자로 불리던 칼 세이건과 그의 제자 오언 툰 콜로라도대 볼더캠퍼스 교수 등 5명의 과학자가 쓴 논문이 게재됐다. 핵전쟁이 발발하면 기온이 급격히 떨어지는 핵겨울(Nuclear Winter)이 발생한다는 내용이었다. 논문이 가져다준 충격은 컸다. 당시 논문은 미국과 옛 소련의 핵전쟁 시나리오를 토대로 만들어졌다. 1980년대 미국과 소련이 갖고 있던 17,000개의 핵무기는 12,000 Mt급 파괴력을 갖고 있다. 히로시마에 떨어진 리틀보이 핵폭탄 100만개가 폭발한 것과 같은 규모다. 폭발로 발생한 먼지와 재는 1~2주 안에 성층권으로 올라가 햇빛을 막는다. 지표면의 온도는 영하 15~25도 떨어지고 여름은 사라진다. 핵폭탄의 위협을 과장한 것 아니냐는 지적도 있었지만, 칼 세이건은 이 연구를 토대로 미국과 옛 소련에 핵무기 감축을 주장했고 어느 정도 성과를 거뒀다.
2022년 8월 15일, 앨런 로보크 미국 럿거스대 환경과학과 석좌교수가 이끄는 국제연구팀은 핵무기 보유국 간 전쟁이 발발하면 최대 53억4,100만 명이 기아로 목숨을 잃을 수 있다는 연구 결과를 국제학술지 네이처푸드에 게재했다.
미러가 일주일간 서로 총 4,400기의 핵무기를 쏟아부을 경우를 가정하면 1억5,000만 톤의 그을음과 먼지가 발생한다. 방사능을 포함한 잿빛 하늘도 생명을 위협하는 요인이지만, 기후 변화가 불러오는 부작용은 더욱 잔인하다.
연구진은 햇빛 차단으로 지구 기온이 뚝 떨어지는 핵겨울(Nuclear Winter)이 발생하면 3, 4년간 세계 식량 생산량의 90%가 줄어들 것이라고 분석했다. 굶어 죽는 인구는 지구상에서 53억 명이 넘을 것으로 추산했다. 17세기 지구 대기근의 원인이 됐던 ‘소빙하기 시대’가 재현되는 셈이다.

## 대기 점화

그린하우스 조지 핵실험, 225 kt 폭발력

1942년, 맨해튼 프로젝트에서 최초의 핵무기를 개발하던 과학자들 사이에서는 충분히 큰 핵폭발이 지구 대기에서 핵융합 반응을 일으킬 수 있다는 추측이 있었다. 1937년 CNO 순환이 제안된 이후, 수증기 속의 수소뿐만 아니라 대기 중의 탄소, 질소, 산소 원자핵도 발열 핵융합 반응을 통해 더 무거운 원자핵으로 변환된다는 사실이 알려졌다. 항성 온도에서는 이러한 원자핵들이 연료 역할을 한다.
로버트 오펜하이머가 최초로 핵폭탄 실험을 할 때 대기가 연쇄 점화되어 지구가 소멸하는 대기 점화(Atmospheric ignition)를 염려했다. 이는 핵폭발로 인해 발생하는 열과 압력이 대기를 가열시켜 폭발 지점 주변의 공기가 빠르게 상승하면서 대기가 연쇄적으로 폭발 지점으로 흘러들어가는 현상이 발생하기 때문이다.
폭탄의 초기 불덩어리의 비슷한 온도가 발열 반응인 {\displaystyle {\ce {^{14}N\ +\ ^{1}H\rightarrow ^{15}O\ +\ \gamma }}} 또는 {\displaystyle {\ce {^{14}N\ +\ ^{14}N\rightarrow ^{24}Mg\ +\ \alpha }}}를 촉발하여 전 세계 대기 질소가 소모될 때까지 지속될 것이라는 두려움이 있었다.
한스 베테는 프로젝트 초기부터 이 가설을 연구하도록 배정되었고, 결국 역콤프턴 효과를 통한 핵화구 냉각으로 인해 그러한 반응이 대규모로 지속될 수 없다는 결론을 내렸다. 리처드 해밍은 첫 번째 핵실험 직전에 유사한 계산을 요청받았고, 같은 결론에 도달했다. 그럼에도 불구하고 이 개념은 수년간 소문으로만 떠돌았고, 엔리코 페르미가 대기 점화에 대한 엉뚱한 추측을 한 트리니티 실험에서 종말론적 교수대 유머의 원천이 되었다.
후속 분석 결과, 냉각 효과 외에도 16.46GeV의 가모프 에너지를 가진 후자의 반응은 트리니티 실험 중 단 한 번도 발생하지 않았을 가능성이 높았다. 화구 핵이 1.01 × 10^11 K에 도달했기 때문이다. 이는 훨씬 낮은 열에너지인 8.7MeV에 해당한다. 그러나 가모프 에너지가 1MeV 정도인 시험 중 수소 핵융합의 가능성은 알려져 있지 않다. 열핵반응의 첫 번째 인공적 개시는 1951년 그린하우스 작전에서 이뤄진 미국 핵실험인 그린하우스 조지 이다. 미국 최초이자 전세계 최초의 수소폭탄 핵실험이다.

## 더 보기
- 핵폭발